# Aconitum uchiyamai
Aconitum uchiyamai là một loài thực vật có hoa trong họ Mao lương. Loài này được Nakai mô tả khoa học đầu tiên năm 1909.

## Hình ảnh

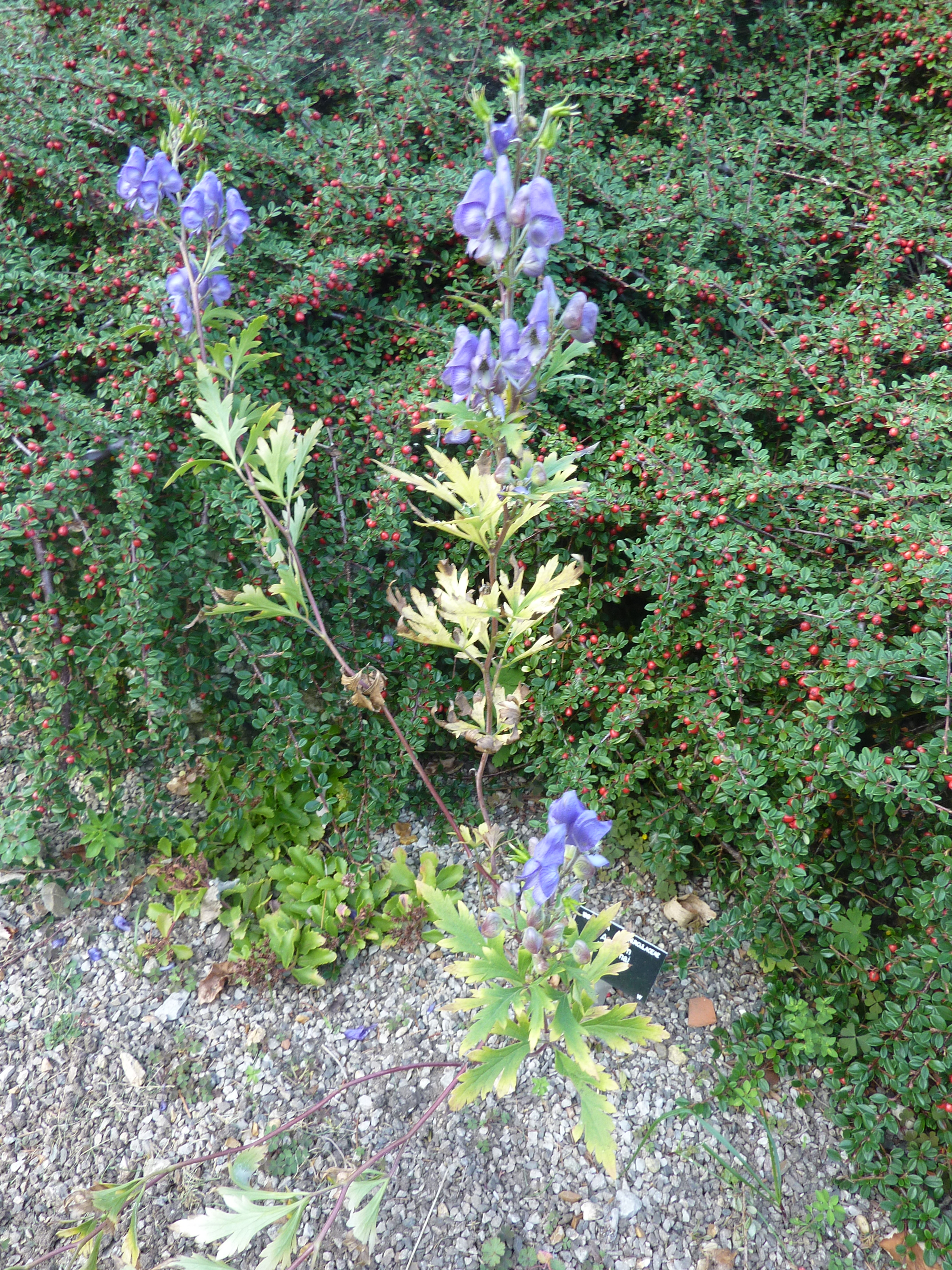